# Bagnolo di Po
Bagnolo di Po es una localidad y comune italiana de la provincia de Rovigo, región de Véneto, con 1.450 habitantes.

## Evolución demográfica
| Gráfica de evolución demográfica de Bagnolo di Po entre 1861 y 2001 |
|                                                                     |
| Fuente ISTAT - elaboración gráfica de Wikipedia                     |